# Unicodeblock Hiragana
Der Unicodeblock Hiragana (U+3040 bis U+309F) enthält die Silbenschrift Hiragana, die einen von drei Bestandteilen der japanischen Schrift darstellt. In Hiragana werden vor allem grammatische Wörter und Affixe geschrieben.

## Tabelle
| Unicodenummer  | Zeichen (400 %) | Kategorie                               | Bidirektionale Klasse       | Offizielle Bezeichnung                             | Beschreibung                                                 |
| -------------- | --------------- | --------------------------------------- | --------------------------- | -------------------------------------------------- | ------------------------------------------------------------ |
| U+3041 (12353) | ぁ              | anderer Buchstabe, Silbe oder Ideogramm | links nach rechts           | HIRAGANA LETTER SMALL A                            | Hiragana-Zeichen kleines A                                   |
| U+3042 (12354) | あ              | anderer Buchstabe, Silbe oder Ideogramm | links nach rechts           | HIRAGANA LETTER A                                  | Hiragana-Zeichen A                                           |
| U+3043 (12355) | ぃ              | anderer Buchstabe, Silbe oder Ideogramm | links nach rechts           | HIRAGANA LETTER SMALL I                            | Hiragana-Zeichen kleines I                                   |
| U+3044 (12356) | い              | anderer Buchstabe, Silbe oder Ideogramm | links nach rechts           | HIRAGANA LETTER I                                  | Hiragana-Zeichen I                                           |
| U+3045 (12357) | ぅ              | anderer Buchstabe, Silbe oder Ideogramm | links nach rechts           | HIRAGANA LETTER SMALL U                            | Hiragana-Zeichen kleines U                                   |
| U+3046 (12358) | う              | anderer Buchstabe, Silbe oder Ideogramm | links nach rechts           | HIRAGANA LETTER U                                  | Hiragana-Zeichen U                                           |
| U+3047 (12359) | ぇ              | anderer Buchstabe, Silbe oder Ideogramm | links nach rechts           | HIRAGANA LETTER SMALL E                            | Hiragana-Zeichen kleines E                                   |
| U+3048 (12360) | え              | anderer Buchstabe, Silbe oder Ideogramm | links nach rechts           | HIRAGANA LETTER E                                  | Hiragana-Zeichen E                                           |
| U+3049 (12361) | ぉ              | anderer Buchstabe, Silbe oder Ideogramm | links nach rechts           | HIRAGANA LETTER SMALL O                            | Hiragana-Zeichen kleines O                                   |
| U+304A (12362) | お              | anderer Buchstabe, Silbe oder Ideogramm | links nach rechts           | HIRAGANA LETTER O                                  | Hiragana-Zeichen O                                           |
| U+304B (12363) | か              | anderer Buchstabe, Silbe oder Ideogramm | links nach rechts           | HIRAGANA LETTER KA                                 | Hiragana-Zeichen Ka                                          |
| U+304C (12364) | が              | anderer Buchstabe, Silbe oder Ideogramm | links nach rechts           | HIRAGANA LETTER GA                                 | Hiragana-Zeichen Ga                                          |
| U+304D (12365) | き              | anderer Buchstabe, Silbe oder Ideogramm | links nach rechts           | HIRAGANA LETTER KI                                 | Hiragana-Zeichen Ki                                          |
| U+304E (12366) | ぎ              | anderer Buchstabe, Silbe oder Ideogramm | links nach rechts           | HIRAGANA LETTER GI                                 | Hiragana-Zeichen Gi                                          |
| U+304F (12367) | く              | anderer Buchstabe, Silbe oder Ideogramm | links nach rechts           | HIRAGANA LETTER KU                                 | Hiragana-Zeichen Ku                                          |
| U+3050 (12368) | ぐ              | anderer Buchstabe, Silbe oder Ideogramm | links nach rechts           | HIRAGANA LETTER GU                                 | Hiragana-Zeichen Gu                                          |
| U+3051 (12369) | け              | anderer Buchstabe, Silbe oder Ideogramm | links nach rechts           | HIRAGANA LETTER KE                                 | Hiragana-Zeichen Ke                                          |
| U+3052 (12370) | げ              | anderer Buchstabe, Silbe oder Ideogramm | links nach rechts           | HIRAGANA LETTER GE                                 | Hiragana-Zeichen Ge                                          |
| U+3053 (12371) | こ              | anderer Buchstabe, Silbe oder Ideogramm | links nach rechts           | HIRAGANA LETTER KO                                 | Hiragana-Zeichen Ko                                          |
| U+3054 (12372) | ご              | anderer Buchstabe, Silbe oder Ideogramm | links nach rechts           | HIRAGANA LETTER GO                                 | Hiragana-Zeichen Go                                          |
| U+3055 (12373) | さ              | anderer Buchstabe, Silbe oder Ideogramm | links nach rechts           | HIRAGANA LETTER SA                                 | Hiragana-Zeichen Sa                                          |
| U+3056 (12374) | ざ              | anderer Buchstabe, Silbe oder Ideogramm | links nach rechts           | HIRAGANA LETTER ZA                                 | Hiragana-Zeichen Za                                          |
| U+3057 (12375) | し              | anderer Buchstabe, Silbe oder Ideogramm | links nach rechts           | HIRAGANA LETTER SI                                 | Hiragana-Zeichen Si                                          |
| U+3058 (12376) | じ              | anderer Buchstabe, Silbe oder Ideogramm | links nach rechts           | HIRAGANA LETTER ZI                                 | Hiragana-Zeichen Zi                                          |
| U+3059 (12377) | す              | anderer Buchstabe, Silbe oder Ideogramm | links nach rechts           | HIRAGANA LETTER SU                                 | Hiragana-Zeichen Su                                          |
| U+305A (12378) | ず              | anderer Buchstabe, Silbe oder Ideogramm | links nach rechts           | HIRAGANA LETTER ZU                                 | Hiragana-Zeichen Zu                                          |
| U+305B (12379) | せ              | anderer Buchstabe, Silbe oder Ideogramm | links nach rechts           | HIRAGANA LETTER SE                                 | Hiragana-Zeichen Se                                          |
| U+305C (12380) | ぜ              | anderer Buchstabe, Silbe oder Ideogramm | links nach rechts           | HIRAGANA LETTER ZE                                 | Hiragana-Zeichen Ze                                          |
| U+305D (12381) | そ              | anderer Buchstabe, Silbe oder Ideogramm | links nach rechts           | HIRAGANA LETTER SO                                 | Hiragana-Zeichen So                                          |
| U+305E (12382) | ぞ              | anderer Buchstabe, Silbe oder Ideogramm | links nach rechts           | HIRAGANA LETTER ZO                                 | Hiragana-Zeichen Zo                                          |
| U+305F (12383) | た              | anderer Buchstabe, Silbe oder Ideogramm | links nach rechts           | HIRAGANA LETTER TA                                 | Hiragana-Zeichen Ta                                          |
| U+3060 (12384) | だ              | anderer Buchstabe, Silbe oder Ideogramm | links nach rechts           | HIRAGANA LETTER DA                                 | Hiragana-Zeichen Da                                          |
| U+3061 (12385) | ち              | anderer Buchstabe, Silbe oder Ideogramm | links nach rechts           | HIRAGANA LETTER TI                                 | Hiragana-Zeichen Ti                                          |
| U+3062 (12386) | ぢ              | anderer Buchstabe, Silbe oder Ideogramm | links nach rechts           | HIRAGANA LETTER DI                                 | Hiragana-Zeichen Di                                          |
| U+3063 (12387) | っ              | anderer Buchstabe, Silbe oder Ideogramm | links nach rechts           | HIRAGANA LETTER SMALL TU                           | Hiragana-Zeichen kleines Tu                                  |
| U+3064 (12388) | つ              | anderer Buchstabe, Silbe oder Ideogramm | links nach rechts           | HIRAGANA LETTER TU                                 | Hiragana-Zeichen Tu                                          |
| U+3065 (12389) | づ              | anderer Buchstabe, Silbe oder Ideogramm | links nach rechts           | HIRAGANA LETTER DU                                 | Hiragana-Zeichen Du                                          |
| U+3066 (12390) | て              | anderer Buchstabe, Silbe oder Ideogramm | links nach rechts           | HIRAGANA LETTER TE                                 | Hiragana-Zeichen Te                                          |
| U+3067 (12391) | で              | anderer Buchstabe, Silbe oder Ideogramm | links nach rechts           | HIRAGANA LETTER DE                                 | Hiragana-Zeichen De                                          |
| U+3068 (12392) | と              | anderer Buchstabe, Silbe oder Ideogramm | links nach rechts           | HIRAGANA LETTER TO                                 | Hiragana-Zeichen To                                          |
| U+3069 (12393) | ど              | anderer Buchstabe, Silbe oder Ideogramm | links nach rechts           | HIRAGANA LETTER DO                                 | Hiragana-Zeichen Do                                          |
| U+306A (12394) | な              | anderer Buchstabe, Silbe oder Ideogramm | links nach rechts           | HIRAGANA LETTER NA                                 | Hiragana-Zeichen Na                                          |
| U+306B (12395) | に              | anderer Buchstabe, Silbe oder Ideogramm | links nach rechts           | HIRAGANA LETTER NI                                 | Hiragana-Zeichen Ni                                          |
| U+306C (12396) | ぬ              | anderer Buchstabe, Silbe oder Ideogramm | links nach rechts           | HIRAGANA LETTER NU                                 | Hiragana-Zeichen Nu                                          |
| U+306D (12397) | ね              | anderer Buchstabe, Silbe oder Ideogramm | links nach rechts           | HIRAGANA LETTER NE                                 | Hiragana-Zeichen Ne                                          |
| U+306E (12398) | の              | anderer Buchstabe, Silbe oder Ideogramm | links nach rechts           | HIRAGANA LETTER NO                                 | Hiragana-Zeichen No                                          |
| U+306F (12399) | は              | anderer Buchstabe, Silbe oder Ideogramm | links nach rechts           | HIRAGANA LETTER HA                                 | Hiragana-Zeichen Ha                                          |
| U+3070 (12400) | ば              | anderer Buchstabe, Silbe oder Ideogramm | links nach rechts           | HIRAGANA LETTER BA                                 | Hiragana-Zeichen Ba                                          |
| U+3071 (12401) | ぱ              | anderer Buchstabe, Silbe oder Ideogramm | links nach rechts           | HIRAGANA LETTER PA                                 | Hiragana-Zeichen Pa                                          |
| U+3072 (12402) | ひ              | anderer Buchstabe, Silbe oder Ideogramm | links nach rechts           | HIRAGANA LETTER HI                                 | Hiragana-Zeichen Hi                                          |
| U+3073 (12403) | び              | anderer Buchstabe, Silbe oder Ideogramm | links nach rechts           | HIRAGANA LETTER BI                                 | Hiragana-Zeichen Bi                                          |
| U+3074 (12404) | ぴ              | anderer Buchstabe, Silbe oder Ideogramm | links nach rechts           | HIRAGANA LETTER PI                                 | Hiragana-Zeichen Pi                                          |
| U+3075 (12405) | ふ              | anderer Buchstabe, Silbe oder Ideogramm | links nach rechts           | HIRAGANA LETTER HU                                 | Hiragana-Zeichen Hu                                          |
| U+3076 (12406) | ぶ              | anderer Buchstabe, Silbe oder Ideogramm | links nach rechts           | HIRAGANA LETTER BU                                 | Hiragana-Zeichen Bu                                          |
| U+3077 (12407) | ぷ              | anderer Buchstabe, Silbe oder Ideogramm | links nach rechts           | HIRAGANA LETTER PU                                 | Hiragana-Zeichen Pu                                          |
| U+3078 (12408) | へ              | anderer Buchstabe, Silbe oder Ideogramm | links nach rechts           | HIRAGANA LETTER HE                                 | Hiragana-Zeichen He                                          |
| U+3079 (12409) | べ              | anderer Buchstabe, Silbe oder Ideogramm | links nach rechts           | HIRAGANA LETTER BE                                 | Hiragana-Zeichen Be                                          |
| U+307A (12410) | ぺ              | anderer Buchstabe, Silbe oder Ideogramm | links nach rechts           | HIRAGANA LETTER PE                                 | Hiragana-Zeichen Pe                                          |
| U+307B (12411) | ほ              | anderer Buchstabe, Silbe oder Ideogramm | links nach rechts           | HIRAGANA LETTER HO                                 | Hiragana-Zeichen Ho                                          |
| U+307C (12412) | ぼ              | anderer Buchstabe, Silbe oder Ideogramm | links nach rechts           | HIRAGANA LETTER BO                                 | Hiragana-Zeichen Bo                                          |
| U+307D (12413) | ぽ              | anderer Buchstabe, Silbe oder Ideogramm | links nach rechts           | HIRAGANA LETTER PO                                 | Hiragana-Zeichen Po                                          |
| U+307E (12414) | ま              | anderer Buchstabe, Silbe oder Ideogramm | links nach rechts           | HIRAGANA LETTER MA                                 | Hiragana-Zeichen Ma                                          |
| U+307F (12415) | み              | anderer Buchstabe, Silbe oder Ideogramm | links nach rechts           | HIRAGANA LETTER MI                                 | Hiragana-Zeichen Mi                                          |
| U+3080 (12416) | む              | anderer Buchstabe, Silbe oder Ideogramm | links nach rechts           | HIRAGANA LETTER MU                                 | Hiragana-Zeichen Mu                                          |
| U+3081 (12417) | め              | anderer Buchstabe, Silbe oder Ideogramm | links nach rechts           | HIRAGANA LETTER ME                                 | Hiragana-Zeichen Me                                          |
| U+3082 (12418) | も              | anderer Buchstabe, Silbe oder Ideogramm | links nach rechts           | HIRAGANA LETTER MO                                 | Hiragana-Zeichen Mo                                          |
| U+3083 (12419) | ゃ              | anderer Buchstabe, Silbe oder Ideogramm | links nach rechts           | HIRAGANA LETTER SMALL YA                           | Hiragana-Zeichen kleines Ya                                  |
| U+3084 (12420) | や              | anderer Buchstabe, Silbe oder Ideogramm | links nach rechts           | HIRAGANA LETTER YA                                 | Hiragana-Zeichen Ya                                          |
| U+3085 (12421) | ゅ              | anderer Buchstabe, Silbe oder Ideogramm | links nach rechts           | HIRAGANA LETTER SMALL YU                           | Hiragana-Zeichen kleines Yu                                  |
| U+3086 (12422) | ゆ              | anderer Buchstabe, Silbe oder Ideogramm | links nach rechts           | HIRAGANA LETTER YU                                 | Hiragana-Zeichen Yu                                          |
| U+3087 (12423) | ょ              | anderer Buchstabe, Silbe oder Ideogramm | links nach rechts           | HIRAGANA LETTER SMALL YO                           | Hiragana-Zeichen kleines Yo                                  |
| U+3088 (12424) | よ              | anderer Buchstabe, Silbe oder Ideogramm | links nach rechts           | HIRAGANA LETTER YO                                 | Hiragana-Zeichen Yo                                          |
| U+3089 (12425) | ら              | anderer Buchstabe, Silbe oder Ideogramm | links nach rechts           | HIRAGANA LETTER RA                                 | Hiragana-Zeichen Ra                                          |
| U+308A (12426) | り              | anderer Buchstabe, Silbe oder Ideogramm | links nach rechts           | HIRAGANA LETTER RI                                 | Hiragana-Zeichen Ri                                          |
| U+308B (12427) | る              | anderer Buchstabe, Silbe oder Ideogramm | links nach rechts           | HIRAGANA LETTER RU                                 | Hiragana-Zeichen Ru                                          |
| U+308C (12428) | れ              | anderer Buchstabe, Silbe oder Ideogramm | links nach rechts           | HIRAGANA LETTER RE                                 | Hiragana-Zeichen Re                                          |
| U+308D (12429) | ろ              | anderer Buchstabe, Silbe oder Ideogramm | links nach rechts           | HIRAGANA LETTER RO                                 | Hiragana-Zeichen Ro                                          |
| U+308E (12430) | ゎ              | anderer Buchstabe, Silbe oder Ideogramm | links nach rechts           | HIRAGANA LETTER SMALL WA                           | Hiragana-Zeichen kleines Wa                                  |
| U+308F (12431) | わ              | anderer Buchstabe, Silbe oder Ideogramm | links nach rechts           | HIRAGANA LETTER WA                                 | Hiragana-Zeichen Wa                                          |
| U+3090 (12432) | ゐ              | anderer Buchstabe, Silbe oder Ideogramm | links nach rechts           | HIRAGANA LETTER WI                                 | Hiragana-Zeichen Wi                                          |
| U+3091 (12433) | ゑ              | anderer Buchstabe, Silbe oder Ideogramm | links nach rechts           | HIRAGANA LETTER WE                                 | Hiragana-Zeichen We                                          |
| U+3092 (12434) | を              | anderer Buchstabe, Silbe oder Ideogramm | links nach rechts           | HIRAGANA LETTER WO                                 | Hiragana-Zeichen Wo                                          |
| U+3093 (12435) | ん              | anderer Buchstabe, Silbe oder Ideogramm | links nach rechts           | HIRAGANA LETTER N                                  | Hiragana-Zeichen N                                           |
| U+3094 (12436) | ゔ              | anderer Buchstabe, Silbe oder Ideogramm | links nach rechts           | HIRAGANA LETTER VU                                 | Hiragana-Zeichen Vu                                          |
| U+3095 (12437) | ゕ              | anderer Buchstabe, Silbe oder Ideogramm | links nach rechts           | HIRAGANA LETTER SMALL KA                           | Hiragana-Zeichen kleines Ka                                  |
| U+3096 (12438) | ゖ              | anderer Buchstabe, Silbe oder Ideogramm | links nach rechts           | HIRAGANA LETTER SMALL KE                           | Hiragana-Zeichen kleines Ke                                  |
| U+3099 (12441) | ゙                | Markierung ohne Extrabreite             | Markierung ohne Extrabreite | COMBINING KATAKANA-HIRAGANA VOICED SOUND MARK      | Kombinierendes Katakana-Hiragana-Stimmhaftigkeitszeichen     |
| U+309A (12442) | ゚                | Markierung ohne Extrabreite             | Markierung ohne Extrabreite | COMBINING KATAKANA-HIRAGANA SEMI-VOICED SOUND MARK | Kombinierendes Katakana-Hiragana-Zeichen halb-getrübter Laut |
| U+309B (12443) | ゛              | modifizierendes Symbol                  | anderes neutrales Zeichen   | KATAKANA-HIRAGANA VOICED SOUND MARK                | Katakana-Hiragana-Stimmhaftigkeitszeichen                    |
| U+309C (12444) | ゜              | modifizierendes Symbol                  | anderes neutrales Zeichen   | KATAKANA-HIRAGANA SEMI-VOICED SOUND MARK           | Katakana-Hiragana-Zeichen halb-getrübter Laut                |
| U+309D (12445) | ゝ              | modifizierender Buchstabe               | links nach rechts           | HIRAGANA ITERATION MARK                            | Hiragana-Wiederholungszeichen                                |
| U+309E (12446) | ゞ              | modifizierender Buchstabe               | links nach rechts           | HIRAGANA VOICED ITERATION MARK                     | Stimmhaftes Hiragana-Wiederholungszeichen                    |
| U+309F (12447) | ゟ              | anderer Buchstabe, Silbe oder Ideogramm | links nach rechts           | HIRAGANA DIGRAPH YORI                              | Hiragana-Digraph Yori                                        |